# Candies (nhóm nhạc)
Candies (tiếng Nhật: (キャンディーズ)) được biết đến như một ban nhạc nổi tiếng tại Nhật Bản từ năm 1973. Trong năm 1977, mặc dù nhóm nhạc nổi tiếng mạnh mẽ, Candies bất ngờ tuyên bố nghỉ hưu.

## Thu âm

### Đĩa đơn
|    | Tên                                                    | Năm  |
| -- | ------------------------------------------------------ | ---- |
| 1  | Anata ni Muchū (あなたに夢中)                          | 1973 |
| 2  | Soyokaze no Kuchizuke (そよ風のくちづけ)               | 1974 |
| 3  | Abunai Doyōbi (危い土曜日)                             | 1974 |
| 4  | Namida no Kisetsu (なみだの季節)                       | 1974 |
| 5  | Toshishita no Otoko no Ko (年下の男の子)               | 1975 |
| 6  | Uchiki na Aitsu (内気なあいつ)                         | 1975 |
| 7  | Sono Ki ni Sasenaide (その気にさせないで)              | 1975 |
| 8  | Heart no Ace ga Detekonai (ハートのエースが出てこない) | 1975 |
| 9  | Haru Ichiban (春一番)                                  | 1976 |
| 10 | Natsu ga Kita! (夏が来た!)                             | 1976 |
| 11 | Heart Dorobō (ハート泥棒)                              | 1976 |
| 12 | Aishū no Symphony (哀愁のシンフォニー)                 | 1976 |
| 13 | Yasashii Akuma (やさしい悪魔)                          | 1977 |
| 14 | Shochū Omimai Mōshiagemasu (暑中お見舞い申し上げます)  | 1977 |
| 15 | Un Deux Trois (アン・ドゥ・トロワ)                     | 1977 |
| 16 | Wana (わな)                                            | 1977 |
| 17 | Hohoemi Gaeshi (微笑がえし)                            | 1978 |
| 18 | Tsubasa (つばさ)                                       | 1978 |

### Album
| #  | Title                                                                     | Release date |
| -- | ------------------------------------------------------------------------- | ------------ |
| 1  | Anata ni Muchū ~Uchiki na Candies~ (あなたに夢中〜内気なキャンディーズ〜) | 1973-12-05   |
| 2  | Abunai Doyōbi ~Candies no Sekai~ (危ない土曜日〜キャンディーズの世界〜)   | 1974-06-21   |
| 3  | Namida no Kisetsu (なみだの季節)                                          | 1974-12-10   |
| 4  | Toshishita no Otoko no Ko (年下の男の子)                                  | 1975-04-21   |
| 5  | Sono Ki ni Sasenaide (その気にさせないで)                                 | 1975-10-01   |
| 6  | CANDIES' CARNIVAL FOR 10000 PEOPLE                                        | 1975-12-21   |
| 7  | Haru Ichiban (春一番)                                                     | 1976-04-01   |
| 8  | Natsu ga Kita! (夏が来た!)                                                | 1976-07-21   |
| 9  | Candies Live (キャンディーズ・ライブ)                                     | 1976-12-05   |
| 10 | Candies 1½ Yasashii Akuma (キャンディーズ 1 1/2 やさしい悪魔)             | 1977-04-21   |
| 11 | CANDY LABEL                                                               | 1977-09-01   |
| 12 | CANDIES 1676 DAYS                                                         | 1977-12-05   |
| 13 | Sōshunfu (早春譜 Early Spring Music)                                      | 1978-03-21   |
| 14 | FINAL CARNIVAL Plus ONE                                                   | 1978-05-21   |

### Video
|   | Title                                     | Phong cách |
| - | ----------------------------------------- | ---------- |
| 1 | Candies Forever (1978 Final Carnival)     | DVD        |
| 2 | Candies Treasure (1977-1978 Live)         | DVD        |
| 3 | Candies Treasure VOL.1 (1977 Live)        | Blu-ray    |
| 4 | Candies Treasure VOL.2 (1977 Live)        | Blu-ray    |
| 5 | Candies Treasure VOL.3 (1978 Live)        | Blu-ray    |
| 6 | Candies Treasure VOL.4 (TV Live)          | Blu-ray    |
| 7 | The Final Carnival (The Complete Version) | DVD        |